# Shoshannah Stern
Shoshannah Stern (* 3. července 1980 Walnut Creek, Kalifornie) je americká neslyšící herečka. Její jméno se čte Šošana. Pochází z hebrejštiny a znamená lilie.
Shoshannah se narodila ve Walnut Creek, v Kalifornii do ortodoxní židovské rodiny. Obě její babičky přežily holocaust. Spolu s jejími dvěma sourozenci je čtvrtá generace hluché rodiny. Navštěvovala Gallaudet University ve Washingtonu, jedinou školu svobodných umění pro Neslyšící na světě. Vypěstovala si lásku k divadlu. Na Gallaudetské universitě vyhrála několik cen
- Nejlepší herečka ve vedlejší roli, Most Versatile Actress a Best Theatrical Use of ASL.
Shoshannažiným prvním počinem v televizi byla role oběti v seriálu The Division Díky této roli ji režisér obsadil do nově vznikajícího seriálu Threat Matrix. Po jeho ukončení se objevila v několika dílech Weeds (u nás pod názvem Tráva). V témže roce vytvořila roli ve hře Open Window v Pasadenském divadle. Shoshannažiným největším úspěchem byla role Bonnie Richmond v postapokalyptickém seriálu Jericho. Díky tomuto seriálu se Shoshannah stala jediným hluchým hercem, který kdy vystupoval v hlavním vysílacím čase.
V roce 2008 dostala její první hlavní roli v dobrodružné komedii Adventures of Power, kde si zahrála po boku Michaela McKeana, Jane Lynch a Adriana Greniera. Film měl premiéru na filmovém festivalu v Sundance. Shoshannah byla oceněna jako jedna ze Sedmi nových tváři ve filmovém světě.
V poslední době hostovala v seriálu Odložené případy a v televizním snímku Sweet Nothing In My Ear, vedle takových hvězd jako Marlee Matlinová a Jeff Daniels. Shoshannu jste mohli vidět i v seriálech Pohotovost, Providence, Off Centre a Boston Public.

## Filmografie
- Five Good Years (2010) (v přípravě)
- Hamill (2009) .... Kristi
- Sweet Nothing In My Ear (2008) .... Valerie Parks
- Odložené případy (2003) TV seriál .... Leah O'Rafferty (30. březen 2008, 5x14 Andy in C Minor)
- Adventures of Power (2008) .... Annie
- Jericho (2006) TV seriál .... Bonnie Richmond (2006-2010)
- Weeds (2005) TV seriál ... Megan (2005-2006)
- The Last Shot (2004) .... neslyšící přítelkyně
- Justice (2003) .... první patronka
- Threat Matrix (2003) .... Holly Brodeem
- The Auteur Theory(1999) .... děvče na Founders' Day

## Divadlo
- Open Window .... Susan (režie Eric Simonson)
- Bohem zapomenuté děti .... Sarah (režie Joe Giamalva)
- The Vagina Monologues .... sbor (režie Jane Norman)
- The Doctor in Spite of Himself .... Martine (režie Tim McCarty)
- Romeo and Juliet .... Juliet (režie Julianna Fjeld)
- Aladdin .... tanečnice (režie CJ Jones)
- The Cat and the Canary .... Annabelle (režie CJ Jones)
- A Funny Thing Happened… .... Gymnasia (režie CJ Jones)
- Anne of Green Gables .... Anne (režie Charles Katz)